# Río Santa Lucía (Uruguay)
El Santa Lucía es el principal curso de agua de la cuenca del río Santa Lucía, al sur de la República Oriental del Uruguay. Su longitud es de 248 kilómetros (km) y su cuenca abarca 12.300 kilómetros cuadrados (km²). 
Es la principal fuente de abastecimiento de agua potable del Uruguay, cubriendo aproximadamente el 60% de la población del país. Es la fuente de abastecimiento de la ciudad de Montevideo y gran parte del sur del país. 

## Toponimia
El nombre con que se conoce actualmente el río, tal vez fue dado por Hernandarias, ya que llegó a su desembocadura en el día de Santa Lucía, mientras exploraba la costa oriental del Río de la Plata en 1607. Se desconocen los nombres que le daban a este río los pueblos aborígenes de la zona.
A veces llamado Santa Lucía grande para diferenciarlo del río Santa Lucía chico.[cita requerida]

## Geografía
El río Santa Lucía nace en una vertiente occidental de las sierras del departamento de Lavalleja, cerca de la ciudad de Minas. Su curso superior tiene una pendiente media de 4,3 metros/kilómetro (m/km). El afluente más importante en este sector es el arroyo Campanero.
El curso medio el río comienza en Paso Roldán y llega hasta la ciudad de Santa Lucía. En este tramo la pendiente media del río es 0,6 m/km.
El curso inferior corre hacia el sur, hasta la desembocadura en el Río de la Plata, con una pendiente media de 0,09 m/km. Al llegar a su desembocadura el río tiene un caudal de 28.000 L/s.[cita requerida]

### Afluentes
Sus principales afluentes son los ríos Santa Lucía Chico y San José, pero afluyen además muchos arroyos y más de 1000 cañadas.
Algunos afluentes destacados son:
Por su margen derecha
- Arroyo del Soldado
- Arroyo Chamizo chico
- Arroyo Arias
- Arroyo Mendoza
- Río Santa Lucía Chico
- Arroyo de la Virgen
- Río San José

Por su margen izquierda
- Arroyo Vejigas
- Arroyo del Tala
- Arroyo Canelón Grande

### Divisiones administrativas
Gran parte de su curso sirve de límite entre los departamentos de Florida y Canelones; más adelante entre Canelones y San José y en su último tramo separa San José de Montevideo.

## Aprovechamientos
En la localidad de Aguas Corrientes se encuentra la mayor central potabilizadora de agua de la empresa estatal O.S.E. que, aprovechando el cauce del río mediante una pequeña represa, abastece de agua potable a la ciudad de Montevideo y a gran parte del sur del país (un 60% de la población del Uruguay).

## Navegación
El río es navegable por embarcaciones chicas y medianas. Desde el fin de la Guerra Grande en 1851 hasta mediados del siglo XX existió una importante navegación comercial en el tramo entre el Río de la Plata y Aguas Corrientes. Esto motivó que al construirse el primer puente cerca de la desembocadura, se decidiera incluir un tramo giratorio que permitiera el paso de las embarcaciones. Si bien la navegación comercial ya no es relevante, se sigue utilizando el río para navegación recreativa y pesca.

## Cruces
Se listan los puentes que cruzan su cauce:
1. Puente Alfredo Zitarrosa
2. Puente de la Barra de Santa Lucía
3. Viejo puente de la ruta 11[4]
4. Nuevo puente de la ruta 11[6]
5. Puente ferroviario de Veinticinco de Agosto[7]
6. Puente de paso Pache (Viejo puente de la ruta 5)
7. Nuevo puente de la ruta 5
8. Puente ferroviario
9. Puente de la ruta 6
10. Puente de la ruta 7
11. Puente de la ruta 108 en paso Roldán

## Medio ambiente
El río Santa Lucía, al igual que el resto de los ríos que integran su cuenca, presentan un nivel anormalmente alto de nutrientes (eutrofización), producto del intensivo uso agropecuario de la zona. Dada la importancia de esta cuenca como proveedora de agua potable para la región de Montevideo, desde 2015 se estableció una franja de amortiguación que debe acompañar a los principales cursos de agua de la cuenca. En esta franja, a ambos márgenes de los ríos, se prohíbe la modificación del tapiz vegetal, el laboreo de la tierra y la aplicación de agroquímicos.
El sector comprendido entre la localidad de Santa Lucía y la desembocadura en el Río de la Plata se encuentra protegido mediante el Área protegida con recursos manejados Humedales de Santa Lucía.